# フラムFC
- フルハムFC
- フルアムFC

フラム・フットボール・クラブ（Fulham Football Club, イギリス英語発音：[ˈfuləm ˈfutˌbɔːl klʌb] ）は、イングランドの首都ロンドン西部・フラム地区をホームタウンとする、プレミアリーグに所属するプロサッカークラブ。
日本ではしばしば「フルハム」、「フルアム」と紹介されることが多いが、ここでは「フラム」で統一する。

## 概要
1879年に創立。ホームスタジアムは西ロンドン、テムズ川沿いに本拠を構えるクレイヴン・コテージ（収容人数25,700人）。
同じ西ロンドンに本拠を置くチェルシーFCとは距離にして数キロ、ロンドン地下鉄の駅で2駅しか離れていない。チェルシーとの縁は深く、1890年代に建設された現在のチェルシーの本拠地スタンフォード・ブリッジは元々はフラムの本拠地になる予定で竣工されたものであった。しかし金銭面で折り合いがつかず、使用は実現しなかった。その結果、宙に浮いたスタジアムの有効利用としてチェルシーが設立された。
前オーナーはイギリスのデパート『ハロッズ』のオーナーであったモハメド・アルファイド。

## 歴史
1879年に教会のチームとして発足した「フラム・セント・アンドリューズ」が起源。その後、1888年に教会名を外し、フラムFCという名のプロクラブが設立された。
創立から多くの年月を下部リーグで過ごしていたが、1990年代後半に高級百貨店ハロッズの経営者であるモハメド・アルファイドがオーナーになり資金力を得るとチーム力を強化。その結果、2001-02シーズンにはジャン・ティガナ監督の下、記録的な勝ち点を積み重ね2部に相当するチャンピオンシップにおいて優勝をなしとげプレミアリーグへ昇格を果たした。
2002年にはUEFAインタートトカップを制したが、リーグではジャン・ティガナに代わってクリス・コールマンがシーズン途中で指揮を執った2003-04シーズンの9位以外は2桁順位であり、特に2006-07と2007-08は2シーズン続けて監督がシーズン途中で解任され、残留争いをするなど下位に低迷した。
2008-09シーズンは、大きな補強もなくほぼ変わらない戦力であった為に、開幕前には降格候補にも挙げられるほどであった。しかし、シーズンが始まると前シーズン途中から指揮を執り残留へ導いたロイ・ホジソンの下、得点力はないながらも堅い守備で勝ち点を重ね、7位で終えて、UEFAヨーロッパリーグへの出場権を得た。
2009-10シーズンはクラブ史上最高のシーズンとなる。リーグ戦の順位こそ12位だったものの、FAカップ準決勝進出。ヨーロッパリーグでは前年度王者のシャフタール・ドネツクをラウンド32で撃破。続くラウンド16ではイタリアの強豪ユヴェントスと対戦。アウェイの1stlegで3-1と敗れるが、ホームでの2ndlegでは相手に先制を許すものの、その後4ゴールを奪い4-1で逆転勝ち。トータルスコア5-4でベスト8への勝ち上がりを決めた。その後は前年度ブンデスリーガ王者のヴォルフスブルク、同じくブンデスリーガのハンブルガーSVを破り、決勝に進出。決勝ではアトレティコ・マドリードに延長戦の末に2-1で敗れたが、準優勝という結果を収めた。
2013年7月にNFL・ジャクソンビル・ジャガーズのオーナーであるシャヒド・カーンがフラムを買収。なおジャガーズは2013年シーズンから4年間ロンドンでホームゲームを行うことが決定しており、オーナーは買収と関連した動きであることを示唆している。
2013-14シーズンは開幕13試合で勝ち点10しか獲得できず、、2013年12月1日、マルティン・ヨル監督を解任し、レネ・ミューレンステーンが就任したが、チームの調子は上向かず、シーズン3人目の監督としてフェリックス・マガトが就任した。2014年5月3日にアウェーでのストーク戦に1-4で敗れ、最終的に19位となり、2000-01シーズン以来のチャンピオンシップへの降格が決まった。
2014-15シーズンは開幕7試合で勝ち点1しか獲得できず、2014年9月、マガト監督を解任し、キット・サイモンズが就任した。最終的に17位となり、2季連続降格の危機を免れた。
2015-16シーズンは2015年11月7日にホームでバーミンガム・シティに2-5で敗れ、12位となった時点でキット・サイモンズ監督を解任し、12月27日にセルビア人のスラヴィシャ・ヨカノヴィッチが就任した。しかし、昨シーズンより成績を下げて降格圏と勝ち点11差の20位で終えた。

## スタジアム
ロンドン郊外にあるクレイヴン・コテージを本拠地としている。当チームの愛称「コテッジャーズ（The Cottagers）」はクレイヴン・コテージにちなんだものといわれている。昇格時にプレミアリーグでは許可されていない立見席があったため、2002-03シーズンから2年間の予定で全面的な改修工事が施され、その間は当時下部リーグのFAディビジョン2（3部相当）に所属していたクイーンズ・パーク・レンジャーズ（QPR）のホームスタジアムロフタス・ロードを暫定本拠地として使用した。
当時の会長モハメド・アルファイドは、クレイヴン・コテージがテムズ川のほとりの住宅街という独特な立地にあるため、改修の規模が条例で制限されることや地域住民が改装に反対運動を起こすことを嫌い、この機を利用してスタジアムを売却して住宅地とし、本拠地を移すことを画策していた。しかし、古くからのファンの反対や新たな用地買収の失敗に見舞われ、結局移転を断念し、リーグのルールを最低限クリアする全席座席化や老朽箇所の補修などにとどめて（収容能力も22,000人程度に縮小）、2004-05シーズンにクレイヴン・コテージに復帰した。

## タイトル

### 国内タイトル
- EFLチャンピオンシップ: 1回

2021-22

### 国際タイトル
- UEFAインタートトカップ: 1回

2002

## 過去の成績
| シーズン | リーグ戦           | リーグ戦 | リーグ戦 | リーグ戦 | リーグ戦 | リーグ戦 | リーグ戦 | リーグ戦 | リーグ戦 | カップ戦     | リーグ杯     | 欧州カップ / その他 | 欧州カップ / その他 | 最多得点者                                           | 最多得点者 |
| シーズン | ディビジョン       | 試       | 勝       | 分       | 敗       | 得       | 失       | 点       | 順位     | カップ戦     | リーグ杯     | 欧州カップ / その他 | 欧州カップ / その他 | 選手                                                 | 得点数     |
| -------- | ------------------ | -------- | -------- | -------- | -------- | -------- | -------- | -------- | -------- | ------------ | ------------ | ------------------- | ------------------- | ---------------------------------------------------- | ---------- |
| 1998-99  | ディヴィジョン2    | 46       | 31       | 8        | 7        | 79       | 32       | 101      | 1位      | 5回戦敗退    | 3回戦敗退    |                     |                     | ジェフ・ホースフィールド                             | 15         |
| 1999-00  | ディヴィジョン1    | 46       | 17       | 16       | 13       | 49       | 41       | 67       | 9位      | 5回戦敗退    | 準々決勝敗退 |                     |                     | リー・クラーク                                       | 8          |
| 2000-01  | ディヴィジョン1    | 46       | 30       | 11       | 5        | 90       | 32       | 101      | 1位      | 3回戦敗退    | 準々決勝敗退 |                     |                     | ルイ・サハ                                           | 27         |
| 2001-02  | プレミアリーグ     | 38       | 10       | 14       | 14       | 36       | 44       | 44       | 13位     | 準決勝敗退   | 4回戦敗退    |                     |                     | バリー・ヘイルズ スティード・マルブランク ルイ・サハ | 8          |
| 2002-03  | プレミアリーグ     | 38       | 13       | 9        | 16       | 41       | 50       | 48       | 14位     | 5回戦敗退    | 4回戦敗退    | UIC                 | 優勝                | スティード・マルブランク                             | 6          |
| 2002-03  | プレミアリーグ     | 38       | 13       | 9        | 16       | 41       | 50       | 48       | 14位     | 5回戦敗退    | 4回戦敗退    | UC                  | 3回戦敗退           | スティード・マルブランク                             | 6          |
| 2003-04  | プレミアリーグ     | 38       | 14       | 10       | 14       | 52       | 46       | 52       | 9位      | 準々決勝敗退 | 2回戦敗退    |                     |                     | ルイ・サハ                                           | 13         |
| 2004-05  | プレミアリーグ     | 38       | 12       | 8        | 18       | 52       | 60       | 44       | 13位     | 5回戦敗退    | 準々決勝敗退 |                     |                     | アンディ・コール                                     | 12         |
| 2005-06  | プレミアリーグ     | 38       | 14       | 6        | 18       | 48       | 58       | 48       | 12位     | 3回戦敗退    | 3回戦敗退    |                     |                     | コリンズ・ジョン                                     | 11         |
| 2006-07  | プレミアリーグ     | 38       | 8        | 15       | 15       | 38       | 60       | 39       | 16位     | 5回戦敗退    | 2回戦敗退    |                     |                     | ブライアン・マクブライド                             | 9          |
| 2007-08  | プレミアリーグ     | 38       | 8        | 12       | 18       | 38       | 60       | 36       | 17位     | 3回戦敗退    | 3回戦敗退    |                     |                     | クリント・デンプシー                                 | 6          |
| 2008-09  | プレミアリーグ     | 38       | 14       | 11       | 13       | 39       | 34       | 53       | 7位      | 準々決勝敗退 | 4回戦敗退    |                     |                     | アンディ・ジョンソン                                 | 10         |
| 2009-10  | プレミアリーグ     | 38       | 12       | 10       | 16       | 39       | 46       | 46       | 12位     | 準々決勝敗退 | 3回戦敗退    | UEL                 | 準優勝              | ボビー・ザモラ                                       | 8          |
| 2010-11  | プレミアリーグ     | 38       | 11       | 16       | 11       | 49       | 43       | 49       | 8位      | 5回戦敗退    | 3回戦敗退    |                     |                     | クリント・デンプシー                                 | 13         |
| 2011-12  | プレミアリーグ     | 38       | 14       | 10       | 14       | 48       | 51       | 52       | 9位      | 4回戦敗退    | 3回戦敗退    | UEL                 | GS敗退              | クリント・デンプシー                                 | 17         |
| 2012-13  | プレミアリーグ     | 38       | 11       | 10       | 17       | 50       | 60       | 43       | 12位     | 4回戦敗退    | 2回戦敗退    |                     |                     | ディミタール・ベルバトフ                             | 15         |
| 2013-14  | プレミアリーグ     | 38       | 9        | 5        | 24       | 40       | 85       | 32       | 19位     | 4回戦敗退    | 4回戦敗退    |                     |                     | スティーヴ・シドウェル                               | 8          |
| 2014-15  | チャンピオンシップ | 46       | 14       | 10       | 22       | 62       | 83       | 52       | 17位     | 4回戦敗退    | 4回戦敗退    |                     |                     | ロス・マコーマック                                   | 17         |
| 2015-16  | チャンピオンシップ | 46       | 12       | 15       | 19       | 66       | 79       | 51       | 20位     | 3回戦敗退    | 3回戦敗退    |                     |                     | ロス・マコーマック                                   | 21         |
| 2016-17  | チャンピオンシップ | 46       | 22       | 14       | 10       | 85       | 57       | 80       | 6位      | 5回戦敗退    | 3回戦敗退    |                     |                     | トム・ケアニー                                       | 12         |
| 2017-18  | チャンピオンシップ | 46       | 25       | 13       | 8        | 79       | 46       | 88       | 3位      | 3回戦敗退    | 2回戦敗退    |                     |                     | ライアン・セセニョン                                 | 15         |
| 2018-19  | プレミアリーグ     | 38       | 7        | 5        | 26       | 34       | 81       | 26       | 19位     | 3回戦敗退    | 4回戦敗退    |                     |                     | アレクサンダル・ミトロヴィッチ                       | 11         |
| 2019-20  | チャンピオンシップ | 46       | 23       | 12       | 11       | 64       | 48       | 81       | 4位      | 4回戦敗退    | 2回戦敗退    |                     |                     | アレクサンダル・ミトロヴィッチ                       | 26         |
| 2020-21  | プレミアリーグ     | 38       | 5        | 13       | 20       | 27       | 53       | 28       | 18位     | 4回戦敗退    | 4回戦敗退    |                     |                     | ボビー・リード                                       | 5          |
| 2021-22  | チャンピオンシップ | 46       | 27       | 9        | 10       | 106      | 43       | 90       | 1位      | 4回戦敗退    | 3回戦敗退    |                     |                     | アレクサンダル・ミトロヴィッチ                       | 43         |
| 2022-23  | プレミアリーグ     | 38       | 15       | 7        | 16       | 55       | 53       | 52       | 10位     | 準々決勝敗退 | 2回戦敗退    |                     |                     | アレクサンダル・ミトロヴィッチ                       | 14         |
| 2023-24  | プレミアリーグ     | 38       | 13       | 8        | 17       | 55       | 61       | 47       | 13位     | 4回戦敗退    | 準決勝敗退   |                     |                     | ロドリゴ・ムニス                                     | 9          |
| 2024-25  | プレミアリーグ     | 38       |          |          |          |          |          |          | 位       |              |              |                     |                     | 不明の旗                                             |            |

## 記録
2011年12月14日現在

### 欧州での記録
| 大会                              | 試 | 勝 | 分 | 敗 | 得 | 失 | 差  | 勝率   |
| --------------------------------- | -- | -- | -- | -- | -- | -- | --- | ------ |
| UEFAカップ / UEFAヨーロッパリーグ | 39 | 21 | 10 | 8  | 62 | 31 | +31 | 053.85 |
| UEFAインタートトカップ            | 8  | 4  | 4  | 0  | 11 | 5  | +6  | 050.00 |
| 総通算                            | 47 | 25 | 14 | 8  | 73 | 36 | +37 | 053.19 |

### 欧州の成績
| シーズン | 大会                   | ラウンド   | 対戦相手                 | ホーム | アウェー | 合計    |  |
| -------- | ---------------------- | ---------- | ------------------------ | ------ | -------- | ------- |  |
| 2002     | UEFAインタートトカップ | 2回戦      | ハカ                     | 0-0    | 1-1      | 1-1 (a) |  |
| 2002     | UEFAインタートトカップ | 3回戦      | エガレオ                 | 1-0    | 1-1      | 2-1     |  |
| 2002     | UEFAインタートトカップ | 準決勝     | ソショー                 | 1-0    | 2-0      | 3-0     |  |
| 2002     | UEFAインタートトカップ | 決勝       | ボローニャ               | 3-1    | 2-2      | 5-3     |  |
| 2002-03  | UEFAカップ             | 1回戦      | ハイドゥク・スプリト     | 2-2    | 1-0      | 3-2     |  |
| 2002-03  | UEFAカップ             | 2回戦      | DZG                      | 2-1    | 3-0      | 5-1     |  |
| 2002-03  | UEFAカップ             | 3回戦      | ヘルタ・ベルリン         | 0-0    | 1-2      | 1-2     |  |
| 2009-10  | UEFAヨーロッパリーグ   | 予選3回戦  | ヴェトラ                 | 3-0    | 3-0      | 6-0     |  |
| 2009-10  | UEFAヨーロッパリーグ   | プレーオフ | アムカル・ペルミ         | 3-1    | 0-1      | 3-2     |  |
| 2009-10  | UEFAヨーロッパリーグ   | グループE  | バーゼル                 | 1-0    | 3-2      | 2位     |  |
| 2009-10  | UEFAヨーロッパリーグ   | グループE  | チェスカ・ソフィア       | 1-0    | 1-1      | 2位     |  |
| 2009-10  | UEFAヨーロッパリーグ   | グループE  | ローマ                   | 1-1    | 1-2      | 2位     |  |
| 2009-10  | UEFAヨーロッパリーグ   | ラウンド32 | シャフタール・ドネツク   | 2-1    | 1-1      | 3-2     |  |
| 2009-10  | UEFAヨーロッパリーグ   | ラウンド16 | ユヴェントス             | 4-1    | 1-3      | 5-4     |  |
| 2009-10  | UEFAヨーロッパリーグ   | 準々決勝   | ヴォルフスブルク         | 2-1    | 1-0      | 3-1     |  |
| 2009-10  | UEFAヨーロッパリーグ   | 準決勝     | HSV                      | 2-1    | 0-0      | 2-1     |  |
| 2009-10  | UEFAヨーロッパリーグ   | 決勝       | アトレティコ・マドリード | 1-2    | 1-2      | 1-2     |  |
| 2011-12  | UEFAヨーロッパリーグ   | 予選1回戦  | NSÍ                      | 3-0    | 0-0      | 3-0     |  |
| 2011-12  | UEFAヨーロッパリーグ   | 予選2回戦  | クルセイダーズ           | 4-0    | 3-1      | 7-1     |  |
| 2011-12  | UEFAヨーロッパリーグ   | 予選3回戦  | スプリト                 | 2-0    | 0-0      | 2-0     |  |
| 2011-12  | UEFAヨーロッパリーグ   | プレーオフ | ドニプロ                 | 3-0    | 0-1      | 3-1     |  |
| 2011-12  | UEFAヨーロッパリーグ   | グループK  | トゥウェンテ             | 1-1    | 0-1      | 3位     |  |
| 2011-12  | UEFAヨーロッパリーグ   | グループK  | オーデンセ               | 2-2    | 2-0      | 3位     |  |
| 2011-12  | UEFAヨーロッパリーグ   | グループK  | ヴィスワ・クラクフ       | 4-1    | 0-1      | 3位     |  |

## 現所属メンバー
プレミアリーグ 2024-25シーズン 開幕フォーメーション（4-3-3）
2024年9月30日現在
注：選手の国籍表記はFIFAの定めた代表資格ルールに基づく。
| No. | Pos. |                | 選手名                  |
| --- | ---- | -------------- | ----------------------- |
| 1   | GK   | ドイツ         | ベルント・レノ          |
| 2   | DF   | オランダ       | ケニー・テテ () ()      |
| 3   | DF   | ナイジェリア   | カルヴィン・バッシー () |
| 5   | DF   | デンマーク     | ヨアキム・アンデルセン  |
| 6   | MF   | イングランド   | ハリソン・リード        |
| 7   | FW   | メキシコ       | ラウル・ヒメネス        |
| 8   | FW   | ウェールズ     | ハリー・ウィルソン ()   |
| 9   | FW   | ブラジル       | ロドリゴ・ムニス ★      |
| 10  | MF   | スコットランド | トム・ケアニー ()()     |
| 11  | FW   | スペイン       | アダマ・トラオレ () ★   |
| 12  | FW   | ブラジル       | カルロス・ヴィニシウス  |

| No. | Pos. |                | 選手名                    |
| --- | ---- | -------------- | ------------------------- |
| 15  | DF   | スペイン       | ホルヘ・クエンカ          |
| 16  | MF   | ノルウェー     | サンデル・ベルゲ          |
| 17  | FW   | ナイジェリア   | アレックス・イウォビ ()★  |
| 18  | MF   | ブラジル       | アンドレアス・ペレイラ () |
| 19  | FW   | イングランド   | リース・ネルソン ★        |
| 20  | MF   | セルビア       | サシャ・ルキッチ          |
| 21  | DF   | ベルギー       | ティモシー・カスターニュ  |
| 23  | GK   | ドイツ         | シュテファン・ベンダ      |
| 30  | DF   | イングランド   | ライアン・セセニョン ★    |
| 31  | DF   | フランス       | イッサ・ディオプ ()       |
| 32  | MF   | イングランド   | エミール・スミス・ロウ ★  |
| 33  | DF   | アメリカ合衆国 | アントニー・ロビンソン () |

※括弧内の国旗はその他保有国籍、もしくは市民権、星印はEU圏外選手を示す。
監督
- マルコ・シウバ

### ローン移籍
in
注：選手の国籍表記はFIFAの定めた代表資格ルールに基づく。
| No. | Pos. |              | 選手名                          |
| --- | ---- | ------------ | ------------------------------- |
| 19  | FW   | イングランド | リース・ネルソン (アーセナルFC) |

out
注：選手の国籍表記はFIFAの定めた代表資格ルールに基づく。
| No. | Pos. |            | 選手名                                  |
| --- | ---- | ---------- | --------------------------------------- |
| --  | MF   | ウェールズ | ルーク・ハリス (バーミンガム・シティFC) |

## 歴代監督
| 氏名                         | 国籍           | 期間                     |
| ---------------------------- | -------------- | ------------------------ |
| ハリー・ブラッドショー       | イングランド   | 1904 - 1909              |
| フィル・ケルソ               | スコットランド | 1909 - 1924              |
| アンディ・ドゥカット         | イングランド   | 1924 - 1926              |
| ジョー・ブラッドショー       | イングランド   | 1926 - 1929              |
| ネド・リッデル               | イングランド   | 1929 - 1931              |
| ジミー・マッキンタイア       | イングランド   | 1931 - 1934              |
| ジミー・ホーガン             | イングランド   | 1934 - 1935              |
| ジャック・パート             | イングランド   | 1935 - 1948              |
| フランク・オスボーン         | イングランド   | 1948 - 1949, 1953 - 1956 |
| ビル・ドッジン・シニア       | イングランド   | 1949 - 1953              |
| ドウグ・リヴィングストン     | スコットランド | 1956 - 1958              |
| ベドフォード・ジェザード     | イングランド   | 1958 - 1964              |
| ヴィク・バッキンガム         | イングランド   | 1965 - 1968              |
| ボビー・ロブソン             | イングランド   | 1968 - 1969              |
| ビル・ドッジン・ジュニア     | イングランド   | 1969 - 1972              |
| アレク・ストック             | イングランド   | 1972 - 1976              |
| ボビー・キャンベル           | イングランド   | 1976 - 1980              |
| マルコム・マクドナルド       | イングランド   | 1980 - 1984              |
| レイ・ハルフォード           | イングランド   | 1984 - 1986              |
| レイ・レウィングトン         | イングランド   | 1986 - 1990              |
| アラン・ディックス           | イングランド   | 1990 - 1991              |
| ドン・マッケイ               | スコットランド | 1991- 1994               |
| イアン・ブランフット         | イングランド   | 1994 - 1996              |
| ミッキー・アダムス           | イングランド   | 1996 - 1997              |
| レイ・ウィルキンス           | イングランド   | 1997 - 1998              |
| ケビン・キーガン             | イングランド   | 1998 - 1999.5            |
| フランク・シブリー           | イングランド   | 1999.5                   |
| ポール・ブレイスウェル       | イングランド   | 1999.5 - 2000.3          |
| カール＝ハインツ・リードレ   | ドイツ         | 2000.3 - 2000.7          |
| ジャン・ティガナ             | フランス       | 2000.7 - 2003.4          |
| クリス・コールマン           | ウェールズ     | 2003.4 - 2007.4          |
| ローリー・サンチェス         | 北アイルランド | 2007.4 - 2007.12         |
| ロイ・ホジソン               | イングランド   | 2007.12 - 2010.6         |
| マーク・ヒューズ             | ウェールズ     | 2010.7 - 2011.6          |
| マルティン・ヨル             | オランダ       | 2011.6 - 2013.12         |
| レネ・ミューレンステーン     | オランダ       | 2013.12 - 2014.2         |
| フェリックス・マガト         | ドイツ         | 2014.2 - 2014.9          |
| キット・サイモンズ           | ウェールズ     | 2014.9 - 2015.11         |
| スラヴィシャ・ヨカノヴィッチ | セルビア       | 2015.12 - 2018.11        |
| クラウディオ・ラニエリ       | イタリア       | 2018.11 - 2019.2         |
| スコット・パーカー           | イングランド   | 2019.2 - 2021.6          |
| マルコ・シウバ               | ポルトガル     | 2021.7 -                 |

## 歴代所属選手

### GK
- ジム・スタナード 1980-1985, 1987-1995
- マイク・テイラー 1997-2004.3
- エドウィン・ファン・デル・サール 2001-2005

- アンティ・ニエミ 2006.1-2008
- マーク・シュウォーツァー 2008-2013
- デイビッド・バットン 2016-2018

### DF
- ロン・グリーンウッド 1955-1956
- ジョージ・コーエン 1956-1969
- ボビー・ムーア 1974-1977
- トニー・ゲイル 1977-1984
- サイモン・モーガン 1990-2001
- ロビー・エレーラ 1993-1998
- クリス・コールマン 1997-2002
- キット・シモンズ 1998-2001
- ルーファス・ブレヴェット 1998-2003
- スティーヴ・フィナン 1998.11- 2003

- アンディ・メルヴィル 1999-2004
- ザット・ナイト 1999-2000, 2001-2007
- アラン・ゴマ 2001.3-2006
- リアム・ロシニアー 2003.11-2007
- ポール・コンチェスキー 2007-2010
- クリス・スモーリング 2008-2010
- スティーブン・ケリー 2009- 2013.1
- フィリップ・センデロス 2010-2014.1

### MF
- ジョニー・ヘインズ 1952-1970
- グラハム・レガット 1958-1966
- レイ・レウィングトン 1980-1985, 1986-1990
- レイ・ホウトン 1982-1985
- ショーン・デイヴィス 1996-2004
- リー・クラーク 1999-2005
- ジョン・コリンズ 2000-2003
- ビョルン・ゴルトバエク 2000-2003
- ルイス・ボア・モルテ 2000-2007.1
- シルヴァン・レグウィンスキ 2001-2006
- スティード・マルブランク 2001-2006

- マシュー・コリンズ 2001-2007
- 稲本潤一 2002-2004
- クリント・デンプシー 2007.1-2012, 2014.1-3
- ダニー・マーフィー 2007-2012
- クリス・ベアード 2007-2013
- サイモン・デイヴィス 2007-2013
- ディクソン・エトゥフ 2008-2012
- ゲラ・ゾルターン 2008-2011
- ムサ・デンベレ 2010-2012

### FW
- ベドフォード・ジェザード 1948-1957
- ボビー・ロブソン 1950-1956, 1962-1967
- ジョージ・ベスト 1976-1977
- ゲイリー・ブラジル 1990-1996
- アンディ・コール 1991, 2004-2005
- ポール・ペスチソリド 1997-2001
- バリー・ヘイルズ 1999-2004
- ルイ・サハ 2000-2004.1
- スティーブ・マルレ 2001-2003

- トマシュ・ラジンスキ 2004-2007
- パパ・ブバ・ディオプ 2004-2007
- ブライアン・マクブライド 2004-2008
- シェフキ・クキ 2007-2008
- ディオマンシ・カマラ 2007-2011
- ボビー・ザモラ 2008-2012.1
- アンディ・ジョンソン 2008-2012
- ダニー・ホーセン 2008-2012